# Liouville (cráter)

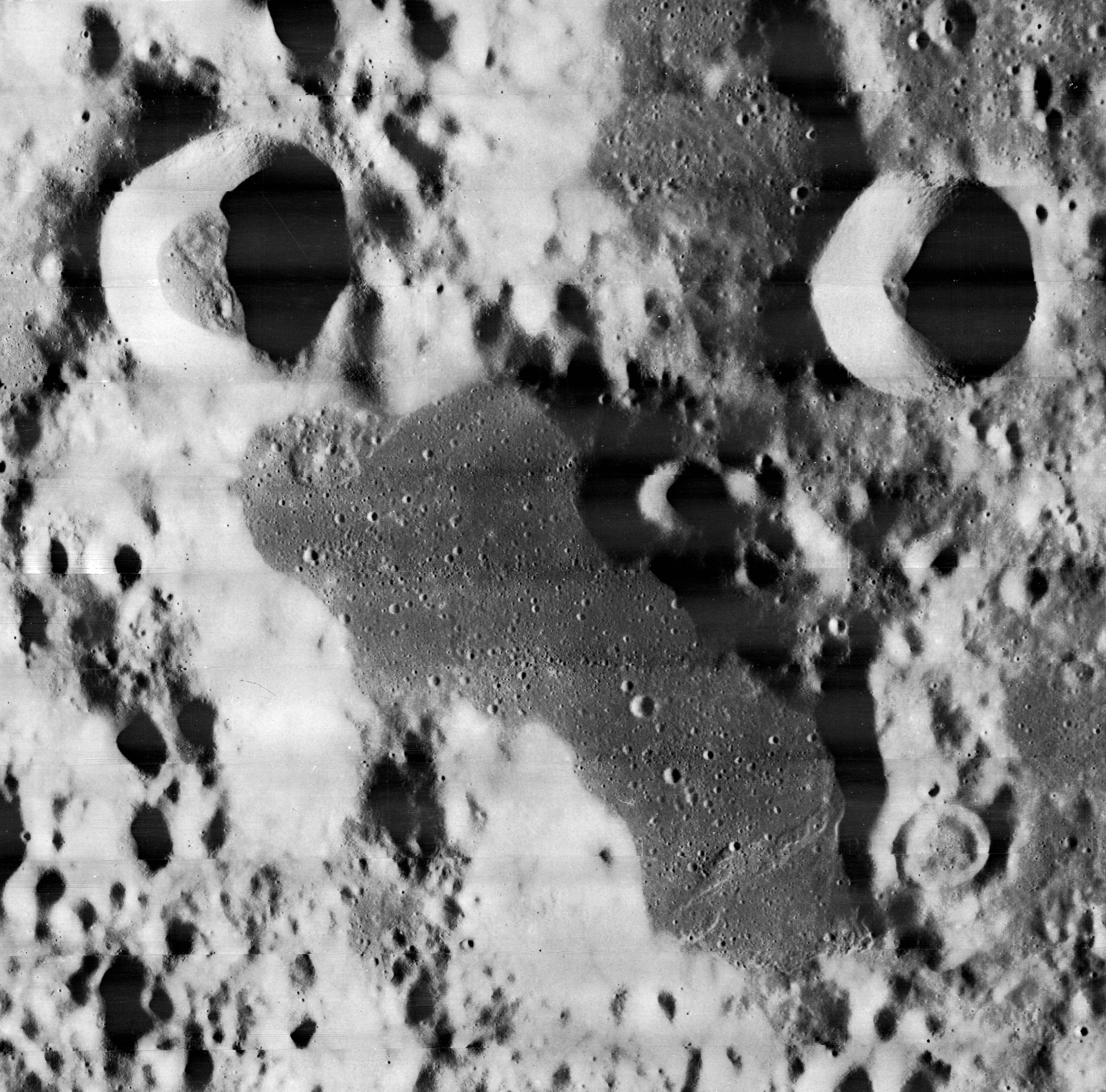
Liouville (arriba derecha) y Respighi (arriba izquierda). Imagen Lunar Orbiter 1.

Liouville es un pequeño cráter de impacto que se encuentra cerca del terminador oriental de la Luna. Se encuentra al sureste del cráter más grande Dubyago. Anteriormente fue designado Dubyago S, antes de recibir su nombre actual por decisión de la UAI.
|  |

El cráter es circular y en forma de cuenco, con una pequeña plataforma interior en el punto medio de las paredes interiores inclinadas. El borde occidental y noroeste está unido a una depresión en la superficie que tiene la apariencia de una formación de cráteres distorsionada. Más al oeste se encuentra el cráter Respighi, de tamaño comparable.